# 유자나무
유자나무(柚子--)는 운향과의 과일 나무(상록 활엽 관목)이다. 귤속의 잡종 재배식물로, 의창지(C. cavaleriei)와 감귤나무(C. reticulata) 간의 자연 교잡을 통해 생겨났다. 다나카 체계 등에서는 식물학적 종(Citrus × junos Siebold ex Tanaka)으로 보기도 한다. 열매인 유자(柚子)를 식용한다.

## 분포
동아시아에 분포한다. 원산지는 중국의 장강 상류로서 쓰촨성, 후베이성, 윈난성 및 티베트 등지에 야생하고 있으며 한국에는 신라시대에 전래되었고, 고흥을 포함하여 제주도, 고창, 거창, 완도, 장흥, 강진, 거제 및 남해 등의 남해안에 걸쳐 재배되어 온 것으로 전해지고 있다.

## 특징
유자는 신맛과 향기가 강한 편이고 열매는 크고 껍질은 울퉁불퉁하다. 귤속 식물 가운데서는 내병성과 추위(내한성)에 강해, 영하 9도까지의 추위에 견딜 수 있다. 일반적으로 직경은 5.5cm에서 7.5cm 가량이나, 10cm 이상 자라기도 한다. 유자에 발생하는 주요 병해충은 검은점무늬병, 더뎅이병과 귤응애, 귤녹응애 등의 해충이 주로 발생하지만 병해충의 종류와 그 발생 빈도가 낮아 유기재배를 하는 것이 용이하다.

## 이용
유자는 레몬 보다 3배나 많은 비타민 C가 들어 있어 감기와 피부 미용에 좋으며 유기산 또한 풍부하여 노화와 피로방지에도 효과적이고 그 외에 비타민 B 및 당질, 단백질 등이 다른 감귤류 과일보다 많고 모세혈관을 보호하는 헤스페리딘이 들어 있어 뇌혈관 장애와 풍을 막아준다.
- 유자차
- 유자청
- 유자화채

## 사진

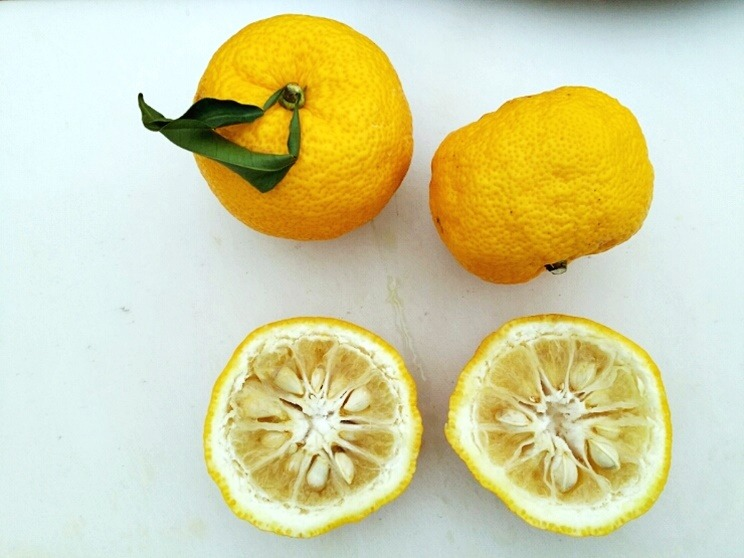
유자 단면
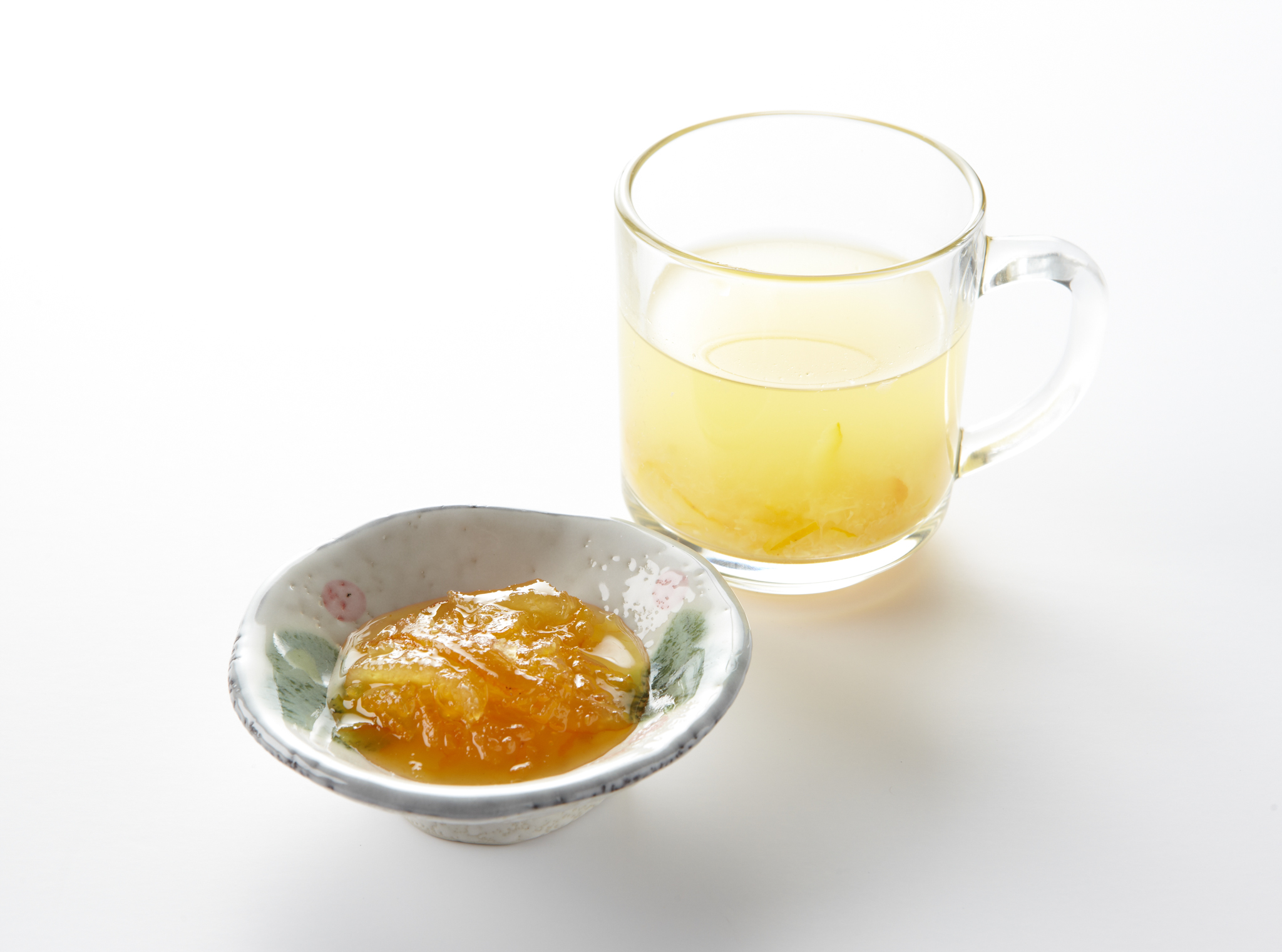
유자청과 유자차

## 같이 보기
- 당유자
- 제주감귤
- 영귤
- 광귤